# Arie van Houwelingen
Arie van Houwelingen (Boskoop, 28 november 1931) is een Nederlands voormalig wielrenner.
Zijn specialiteit was het stayeren achter grote motoren. Op deze discipline werd hij in 1959 in Amsterdam wereldkampioen bij de amateurs achter gangmaker Frits Wiersma. Datzelfde jaar werd Van Houwelingen gekozen tot Sportman van het jaar tijdens de allereerste Sportman en Sportvrouw van het Jaar verkiezing. In 1958 had hij in Parijs al een bronzen medaille gewonnen.
In 2003 was hij nogmaals in het nieuws, toen hij in Leiden een wedstrijd reed met onder anderen Jan Janssen en Joop Zoetemelk.